# 東仲町 (さいたま市)
東仲町（ひがしなかちょう）は、埼玉県さいたま市浦和区の町丁。現行行政地名は東仲町のみで、丁目の設定はない。住居表示実施地区。郵便番号は330-0056。

## 地理
さいたま市浦和区の南部に位置する。浦和駅東口駅前広場の北西部一体であり、住宅地となっている。桃の花で知られる大善院が所在する。浦和駅東口至近で、浦和パルコにも近い。

### 地価
商業地の地価は、2019年（平成31年）1月1日の公示地価によれば、東仲町17-3の地点で40万円/m2となっている。

## 歴史
- 1965年（昭和40年）7月1日：住居表示実施により、仲町五丁目の大半（東北本線より東側）と本太町二丁目の一部から東仲町が成立[6][7]。
- 2001年（平成13年）5月1日：浦和市・大宮市・与野市が合併し、さいたま市が発足。同市の町丁となる。
- 2003年（平成15年）4月1日：さいたま市が政令指定都市に移行し、同市浦和区の町丁となる。

## 世帯数と人口
2023年（令和5年）7月1日時点の世帯数と人口は、以下のとおりである。
| 町丁   | 世帯数    | 人口    |
| ------ | --------- | ------- |
| 東仲町 | 1,962世帯 | 3,523人 |

## 小・中学校の学区
市立小・中学校に通う場合、学区（校区）は以下の通りとなる。
| 区域 | 小学校                 | 中学校                 |
| ---- | ---------------------- | ---------------------- |
| 全域 | さいたま市立仲本小学校 | さいたま市立原山中学校 |

## 交通

### 鉄道
- 東日本旅客鉄道（JR東日本）各線の浦和駅からほど近い。

### 道路
- 国道463号
- 東通り[9]
  - 東仲の橋[9] - 国道463号との交差地点に架かる陸橋。

## 施設
地区は浦和駅前に位置し、数多くの商業施設が立地する。
- さいたま市立東仲町保育園
- さいたま市立仲本児童センター（浦和労働基準監督署の庁舎を流用）
- 天台寺門宗大善院
- 東仲町商店街[9]
- 東通りでんしゃ公園